# Ilha d'Urville
A Ilha d'Urville ou ilha D'Urville é uma ilha completamente coberta de gelo no arquipélago de Joinville, a norte da Península Antártica e imediatamente a norte da vizinha Ilha Joinville.
É a ilha mais setentrional do grupo da Ilha de Joinville, com 27 km de comprimento, está separada da ilha Joinville pelo Canal Larsen.
A ilha foi mapeada em 1902 pela Expedição Antártica Sueca sob direção de Otto Nordenskiöld, que a designou em homenagem ao capitão Jules Dumont d'Urville, explorador francês que descobriu terras no grupo da ilha de Joinville.